# Campigo
Campigo è una frazione di Castelfranco Veneto, in provincia di Treviso.

## Geografia fisica
Campigo sorge a sudest del capoluogo comunale, presso il confine con Resana.
Il territorio è ricchissimo di risorgive; tra i vari corsi d'acqua che nascono nella zona, si ricorda lo Zero.

## Storia
Il toponimo deriva da Campi vicus "villaggio del campo" e allude alle origini del paese, un insediamento rurale sorto durante il tardo Impero Romano. In prossimità del paese transitava la via Aurelia, corrispondente all'attuale via Loreggia.
Nel medioevo fu cappellania dipende dalla pieve di Salvatronda. Durante la guerra della Lega di Cambrai gli abitanti furono duramente colpiti da soprusi e devastazioni.
Sotto Napoleone fu frazione del comune di Sant'Andrea oltre il Muson, ma durante il Regno Lombardo-Veneto appartenne al comune di Albaredo.

## Monumenti e luoghi d'interesse

### Chiesa parrocchiale
Antica cappella della pieve di Salvatronda, a lungo ebbe giurisdizione su San Marco di Resana, la quale mantenne con Campigo un rapporto di sudditanza anche dopo l'elevazione a parrocchia autonoma nel 1578.
L'attuale costruzione fu innalzata negli anni 1742-1746 dal parroco Francesco Bisanzoni sul luogo della precedente parrocchiale.
Tra il 2005 e il 2007 l'edificio è stato sottoposto a un radicale restauro. Durante i lavori è stato però trafugato un prezioso trittico di Pietro Damini (una Pietà affiancata da Santa Barbara e Sant'Agata e Santa Caterina e Santa Lucia).